# Johann Gottfried Schlegel
Johann Gottfried Schlegel (Lebensdaten unbekannt) war von 1767 bis zu seiner Entlassung 1774 fürstlich-sächsischer Landbaumeister für den weimarischen Landesteil des Herzogtums Sachsen-Weimar-Eisenach. 
1769 errichtete Anton Georg Hauptmann nach Schlegels Entwurf am heutigen Sophienstiftsplatz in Weimar ein Arbeitshaus, das aber 1876/77 zugunsten eines großzügigeren Umbaus abgebrochen wurde. 1770 folgte das Landschaftshaus (Fürstenhaus Weimar). Schlegel lieferte auch die Pläne für das Wittumspalais, in welchem die berühmten Tafelrunden der Herzogin Anna Amalia stattfanden.
1774 wurde Schlegel infolge des Brandes des Weimarer Stadtschlosses aus seinem Amt entlassen, weil man ihm vorwarf, keine ausreichenden Brandschutz-Vorkehrungen getroffen zu haben. Die gegen ihn erhobenen Anschuldigungen waren wohl nicht haltbar und er wurde vermutlich Opfer einer Intrige von Anton Georg Hauptmann, der aus Kostengründen selber einige Fehler bei der Bauausführung begangen hatte und ihm diese anlastete. Offenbar vermutete man auch „einiges Derangement seiner Seelenkräfte“. Seine Klage gegen die Entlassung vor dem Reichshofrat zog sich bis 1789 hin und blieb ohne Erfolg. In den Akten des Geheimen Conseils kommt der Fall Schlegel mehrfach vor.
Johann Friedrich Rudolf Steiner trat seine Nachfolge in Weimar an. 
Schlegel floh aus Weimar über Leipzig, wo er seine Rehabilitierung erreichen wollte, schließlich nach Gera, wo er ebenfalls als Baumeister tätig wurde. Die Bestallung als Unterbaumeister dürfte gegenüber seiner Stellung in Weimar jedoch eine Rückstufung bedeutet haben. 
Friedrich Gabriel Resewitz berichtet in einem Brief an Friedrich Gottlieb Klopstock vom 25. September 1765 zahlreiche Einzelheiten über einen quedlinburgischen Landbaumeister Schlegel, der zuvor in preußischen Diensten in Niederschlesien tätig gewesen ist. Ob es sich um denselben handelt, der in Weimar ab 1767 als fürstlicher Landbaumeister tätig war, ist nicht gesichert. Dafür könnte sprechen, dass er in Quedlinburg nicht weiter nachweisbar ist und sich laut Resewitz unterfordert und unzufrieden fühlte.